# 福德镇
福德镇，是中华人民共和国四川省南充市蓬安县下辖的一个乡镇级行政单位。2019年10月，撤销新河乡，将其所属行政区域划归福德镇管辖。

## 行政区划
福德镇下辖以下地区：
福德社区、石泉村、转转田村、石板坪村、杨家山村、鼓楼山村、石柱坝村、黄梨垭村、北斗坪村、骡子坡村、段家沟村、团堡山村和长甘岭村、双河村、张湾村、玉顶村、骆丘村、半街村、宝藏村、凉风村、拖木村、龙塘村、高桥村、奔坡村、七口村和野鸭村。